# 27 de maio
27 de maio é o 147.º dia do ano no calendário gregoriano (148.º em anos bissextos). Faltam 218 dias para acabar o ano.

## Eventos históricos

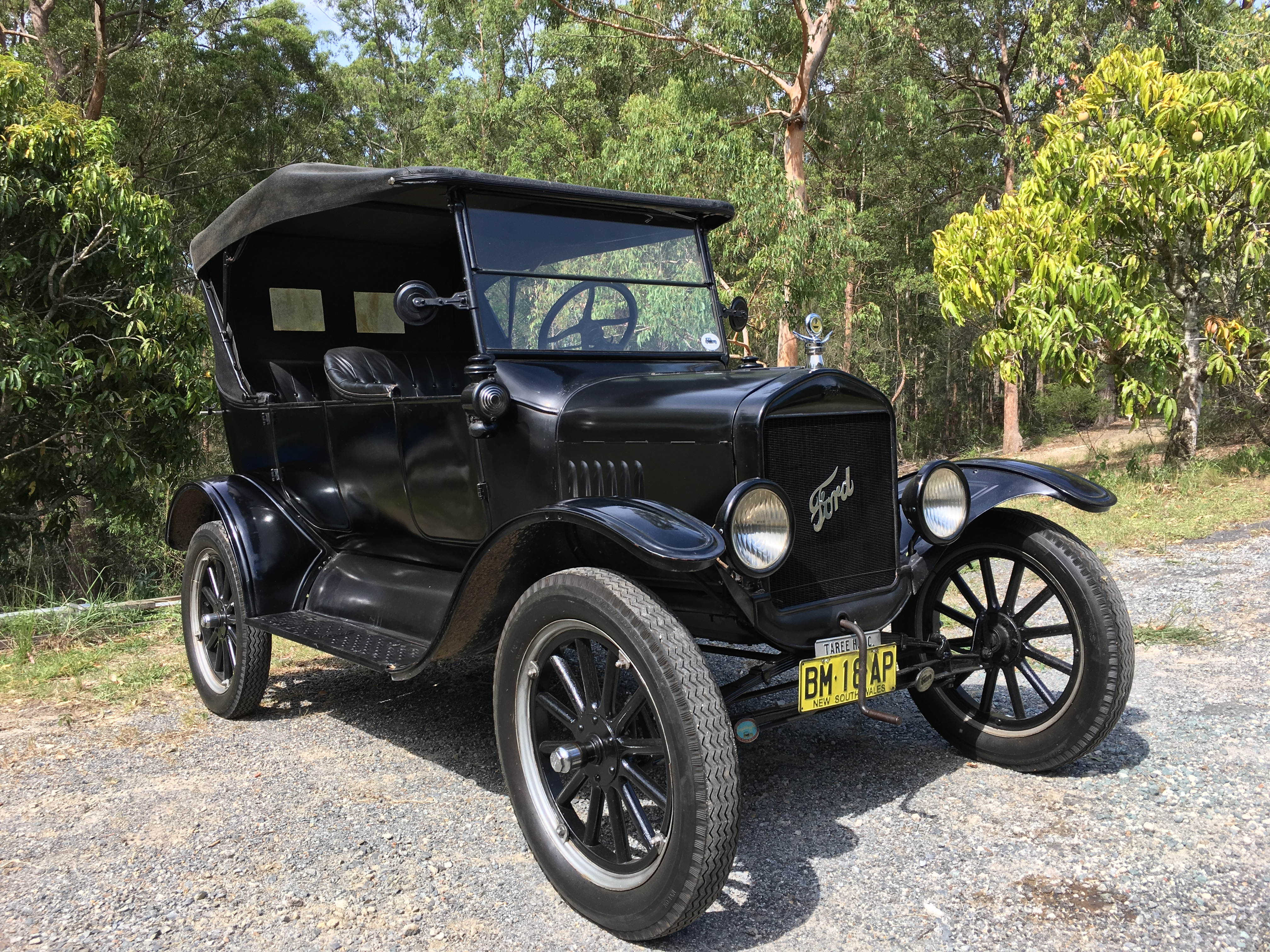
1927: Término da fabricação do Ford Model T

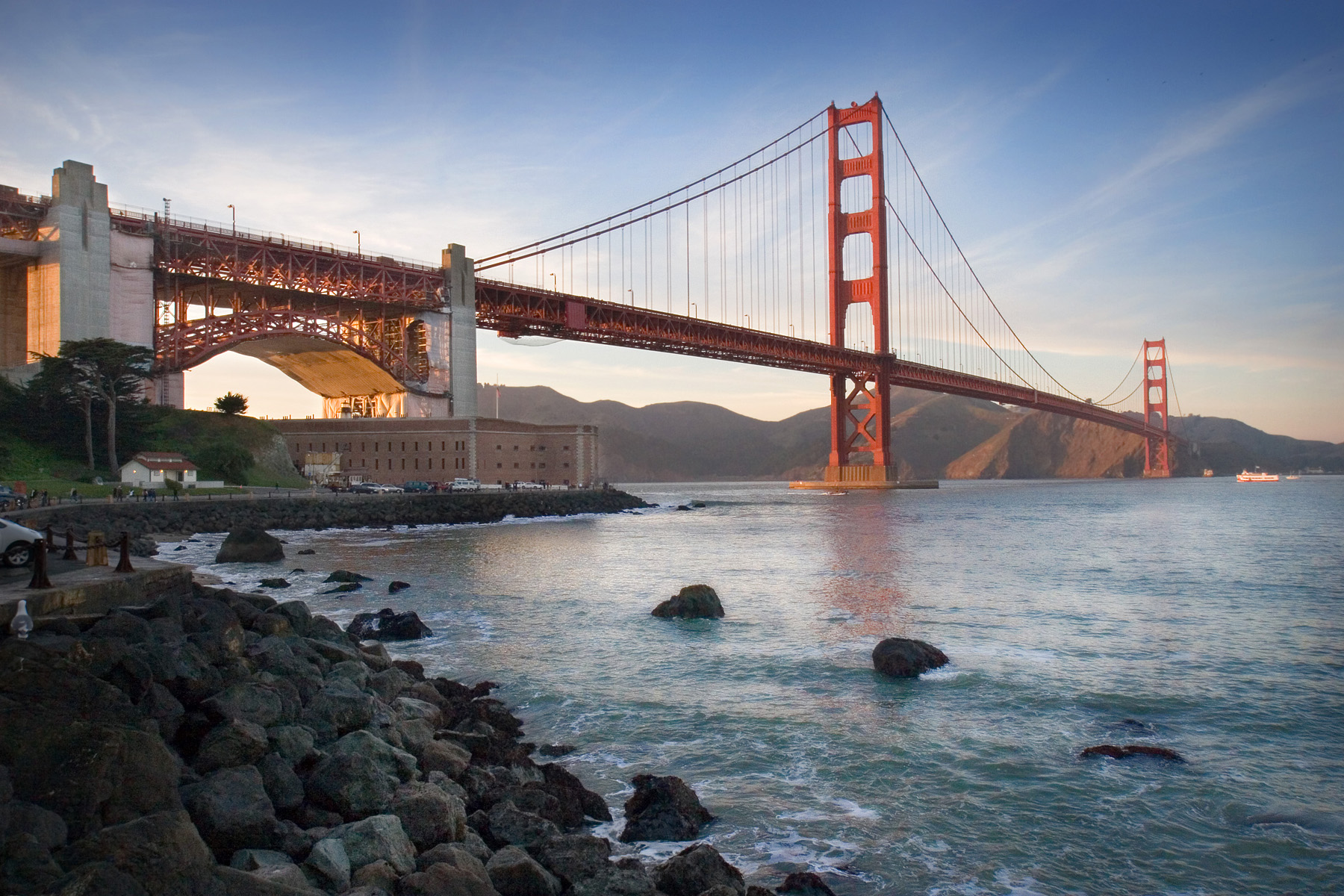
1937: Aberta ao tráfego de pedestres a Ponte Golden Gate

- 1096 — Conde Emicho entra em Mainz, onde seus seguidores massacram cidadãos judeus. Pelo menos 600 judeus são mortos.[1]
- 1153 — Malcolm IV torna-se rei da Escócia.
- 1199 — João é coroado rei da Inglaterra.
- 1257 — Ricardo da Cornualha, e sua esposa, Sancha da Provença, são coroados Rei e Rainha dos Alemães na Catedral de Aachen.
- 1644 — O regente manchu Dorgon derrota o líder rebelde e autoproclamado imperador da China Li Zicheng na Batalha da passagem de Shanhai, permitindo que os manchus entrassem e conquistassem a capital Pequim.
- 1703 — O imperador Pedro, o Grande, funda a cidade de São Petersburgo.
- 1799 — Guerra da Segunda Coalizão: as forças austríacas derrotam os franceses em Winterthur, na Suíça.
- 1813 — Guerra de 1812: no Canadá, as forças americanas capturam o Forte George.
- 1860 — Giuseppe Garibaldi inicia seu ataque a Palermo, na Sicília, como parte da unificação italiana.
- 1883 — Alexandre III é coroado imperador da Rússia.
- 1896 — O tornado F4 atinge St. Louis, Missouri, e East St. Louis, Illinois, matando pelo menos 255 pessoas.[2]
- 1905 — Guerra Russo-Japonesa: começa a Batalha de Tsushima.
- 1915 — HMS Princess Irene explode e afunda em Sheerness, Kent, com a perda de 352 vidas
- 1917 — O Papa Bento XV promulga o Código de Direito Canônico de 1917, a primeira codificação abrangente do direito canônico católico na história legal da Igreja Católica.
- 1919 — A aeronave Curtiss NC-4 chega a Lisboa depois de completar o primeiro voo transatlântico.
- 1923 — Fundado em Braga o Corpo Nacional de Escutas - Escutismo Católico Português.
- 1927 — Ford Motor Company cessa a fabricação do Ford Model T e começa a reequipar as fábricas para fabricar o Ford Model A.
- 1930 — Inauguração do Edifício Chrysler, de 319 metros de altura na cidade de Nova Iorque, a mais alta estrutura feita pelo homem na época.
- 1937 — Na Califórnia, a Ponte Golden Gate é aberta ao tráfego de pedestres, criando uma ligação vital entre São Francisco e o Condado de Marin, na Califórnia.
- 1940 — Segunda Guerra Mundial: No massacre de Le Paradis, 99 soldados de uma unidade do Regimento Real de Norfolk são fuzilados após se renderem às tropas alemãs; dois sobrevivem.
- 1941 — Segunda Guerra Mundial: o navio de guerra alemão Bismarck é afundado no Atlântico Norte, matando quase 2 100 homens.
- 1942 — Segunda Guerra Mundial: na Operação Antropoide, Reinhard Heydrich é fatalmente ferido em Praga; morre oito dias depois em razão de seus ferimentos.
- 1958 — Primeiro voo do McDonnell Douglas F-4 Phantom II.
- 1960 — Na Turquia, um golpe militar retira do poder o presidente Celâl Bayar e o restante do governo democraticamente eleito.
- 1965 — Guerra do Vietnã: navios de guerra americanos iniciam o primeiro bombardeio de alvos da Frente Nacional de Libertação no Vietnã do Sul.
- 1971 — Forças paquistanesas massacram mais de 200 civis, a maioria hindus bengalis, no massacre de Bagbati.
- 1977
  - Tentativa de golpe de Estado em Luanda (Angola) por um grupo de dissidentes do MPLA, partido no poder. Estima-se que cerca de 30 000 pessoas tenham sido mortas na sequência de incidentes após o falhanço do golpe.
  - Um acidente de avião no Aeroporto Internacional José Martí, em Havana, Cuba, mata 67 pessoas.[3]
- 1980 — Massacre de Gwangju: tropas transportadas pelo ar e do exército da Coreia do Sul retomam a cidade de Gwangju de milícias civis, matando pelo menos 207 pessoas.
- 1984 — O Canal Danúbio-Mar Negro é inaugurado, em uma cerimônia que contou com a presença do Ceauşescus. Estava em construção desde a década de 1950.
- 1988 — Guerra de Independência da Somalilândia: o Movimento Nacional Somali lança uma grande ofensiva contra as forças do governo somali em Hargeisa e Burao, então segunda e terceira maiores cidades da Somália.[4][5]
- 1996 — Primeira Guerra da Chechênia: o presidente russo Boris Iéltsin se encontra com os rebeldes chechenos pela primeira vez e negocia um cessar-fogo.
- 1999
  - O ônibus espacial Discovery é lançado na STS-96, a primeira missão do ônibus espacial a atracar na Estação Espacial Internacional.[6]
  - O Tribunal Penal Internacional para a ex-Iugoslávia, em Haia, Países Baixos, acusa Slobodan Milošević e quatro outros por crimes de guerra e crimes contra a humanidade cometidos no Kosovo.[7]
- 2006 — Sismo Yogyakarta de 6,4 Mw abala Java central com uma intensidade MSK de VIII, deixando mais de 5 700 mortos e 37 000 feridos.
- 2016 — Barack Obama é o primeiro presidente dos Estados Unidos a visitar o Parque Memorial da Paz de Hiroshima e conhecer Hibakusha.

## Nascimentos

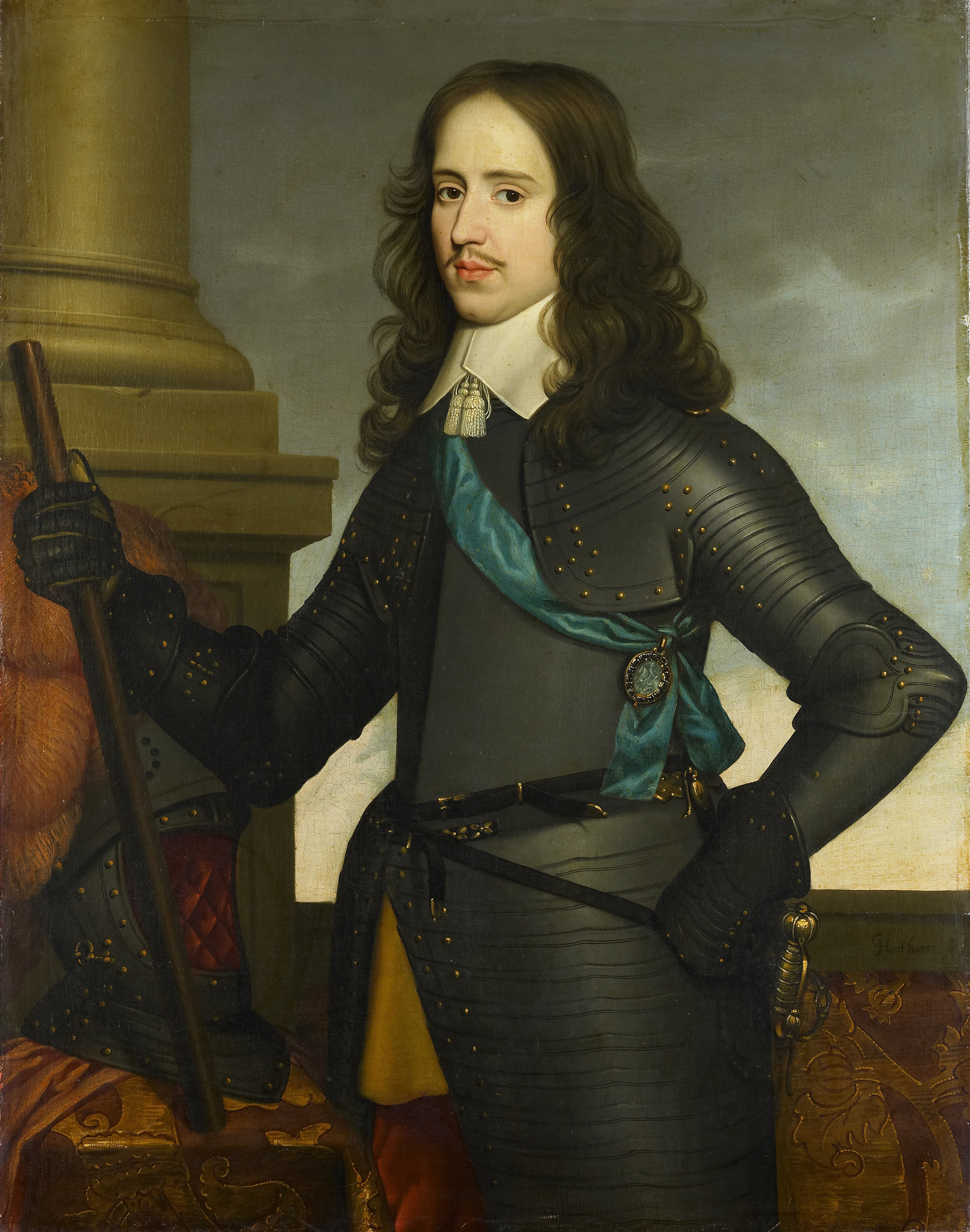
Guilherme II, Príncipe de Orange

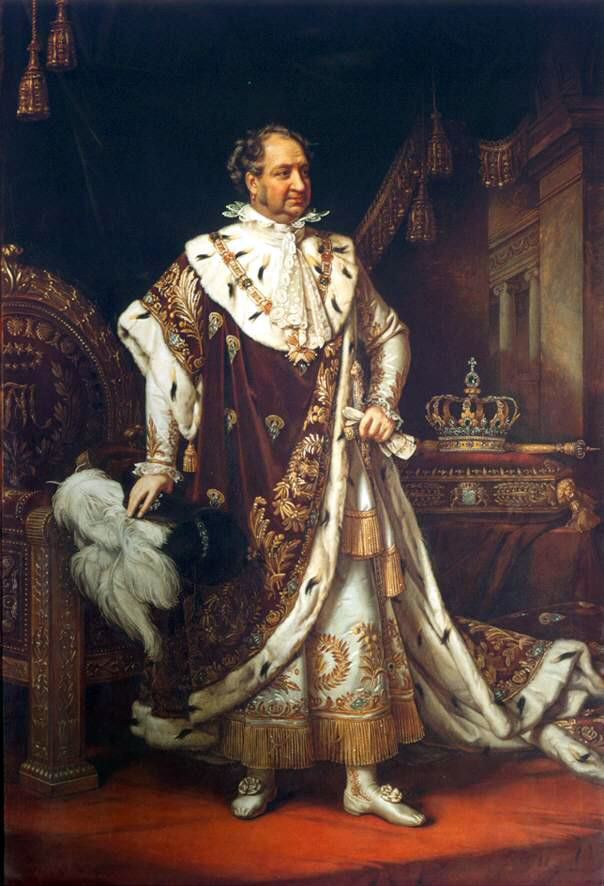
Maximiliano I José da Baviera

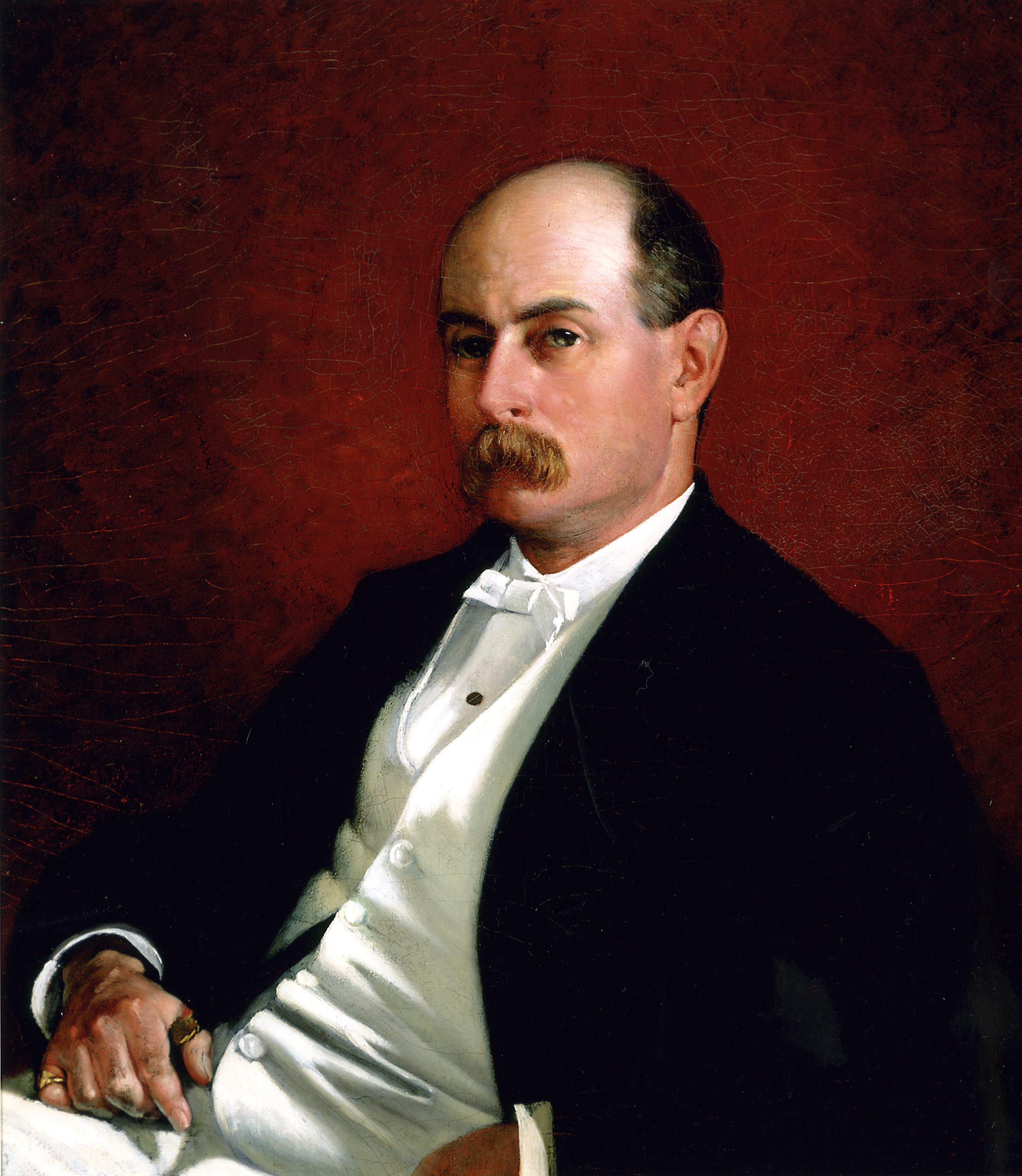
Charles Francis Adams, Jr.

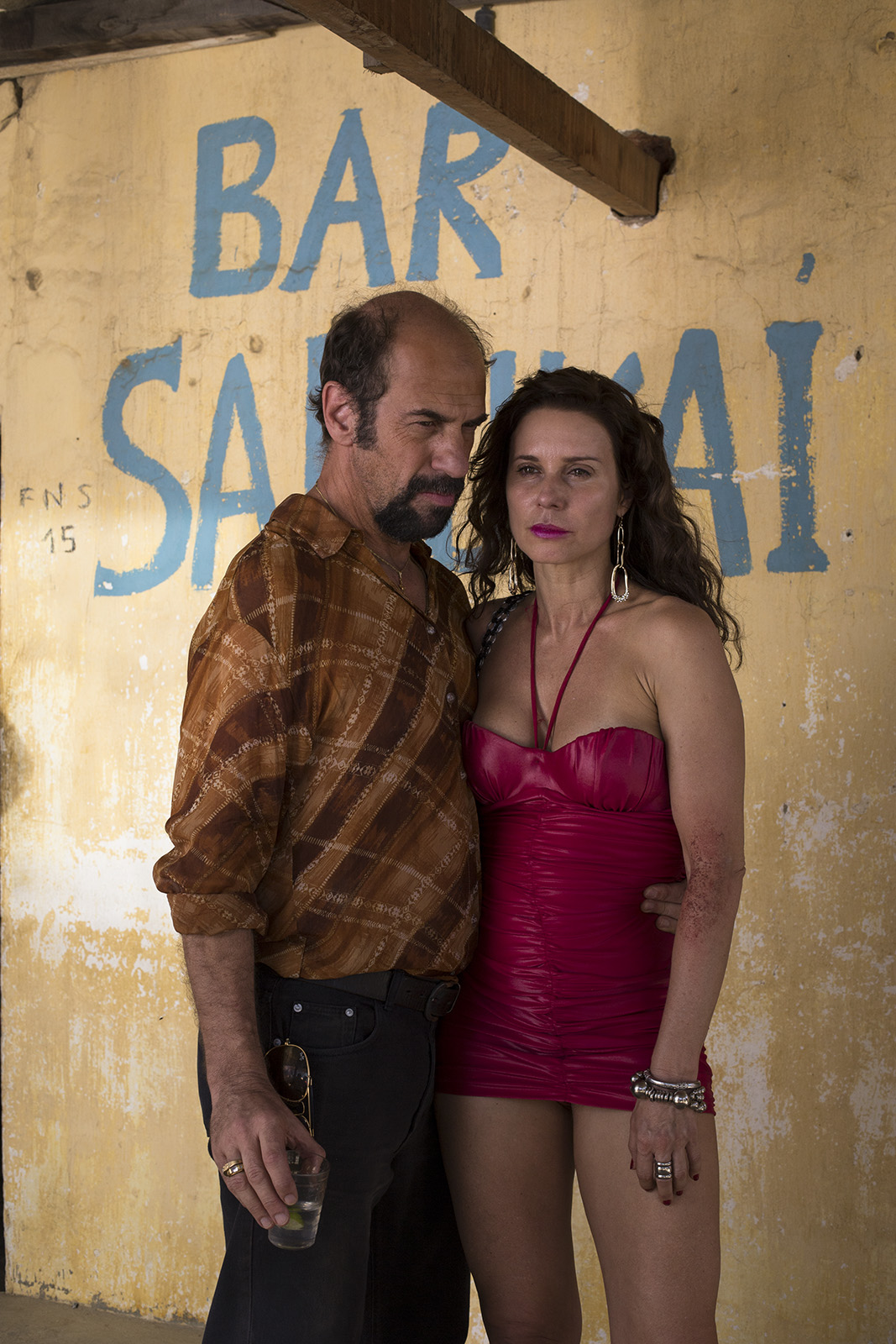
Roberto Bomtempo

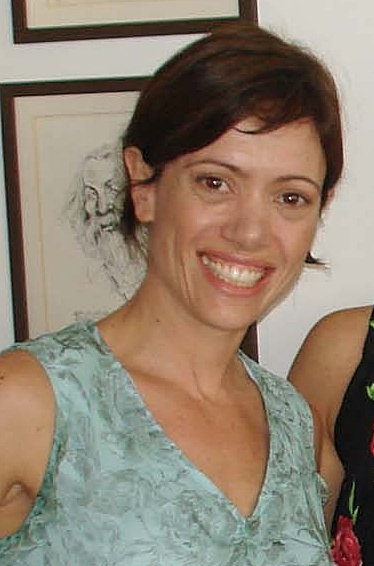
Bel Kutner

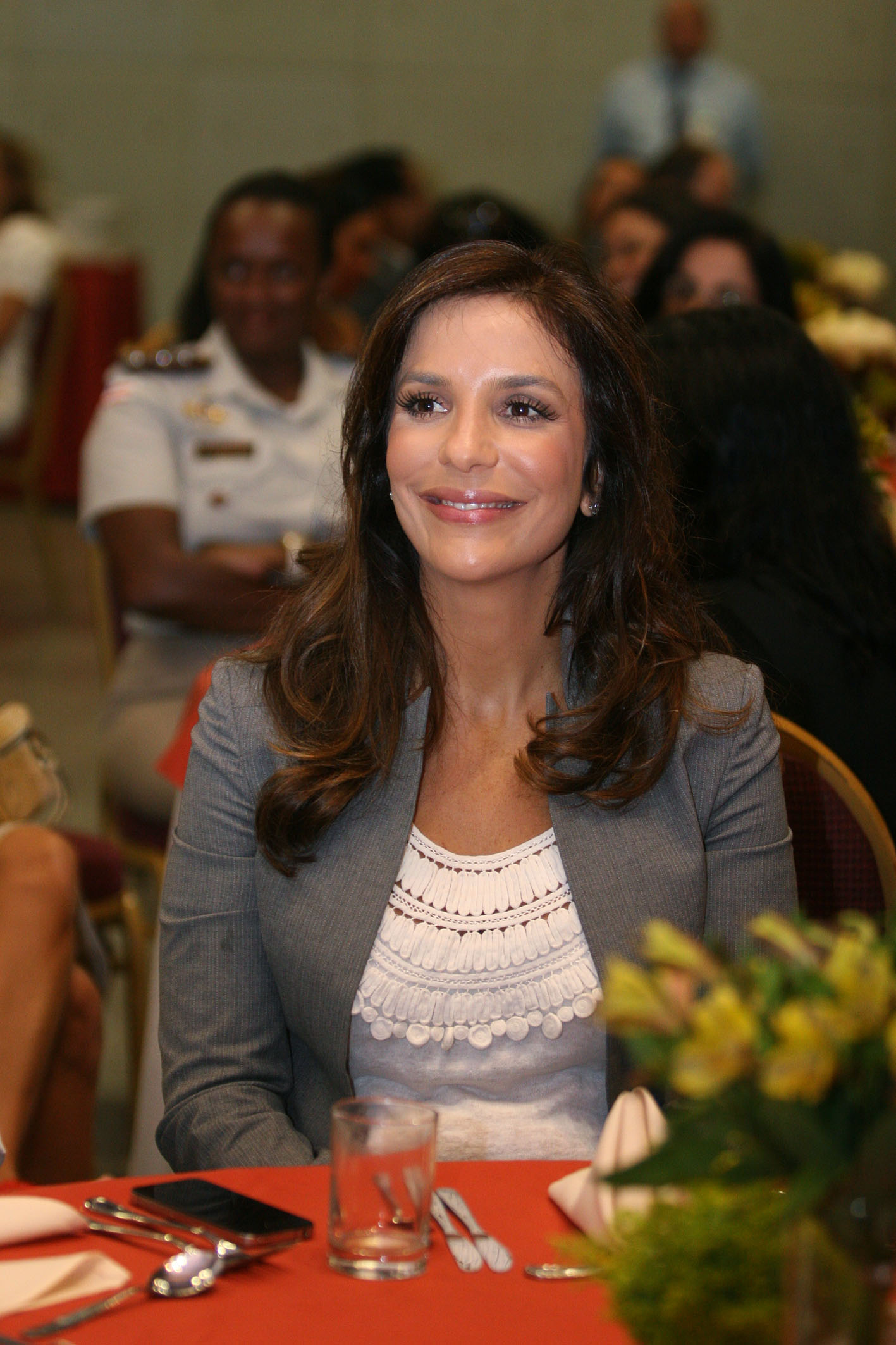
Ivete Sangalo

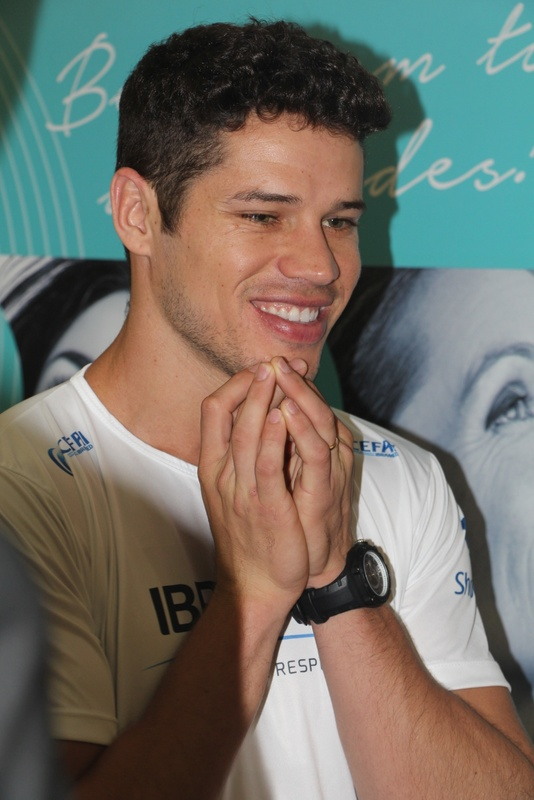
José Loreto

### Anterior ao século XIX
- 1220 — Amícia de Clare, condessa de Devon (m. c. 1284).
- 1332 — ibne Caldune, historiador e filósofo tunisiano (m. 1406).
- 1537 — Luís IV de Hesse-Marburgo (m. 1604).
- 1623 — William Petty, cientista e filósofo inglês (m. 1687).
- 1626 — Guilherme II, Príncipe de Orange (m. 1650).
- 1652 — Isabel Carlota do Palatinado, duquesa de Orleães (m. 1722).
- 1756 — Maximiliano I José da Baviera (m. 1825).
- 1794 — Cornelius Vanderbilt, empresário estadunidense (m. 1877).

### Século XIX
- 1814 — William Guybon Atherstone, médico, naturalista e geólogo britânico (m. 1898).
- 1819
  - Julia Ward Howe, poetisa estadunidense (m. 1910).
  - Jorge V de Hanôver (m. 1878).
- 1820 — Matilde Bonaparte, nobre francesa (m. 1904).
- 1832
  - Lizardo Montero, político peruano (m. 1905).
  - Jules Lachelier, filósofo francês (m. 1918).
- 1835 — Charles Francis Adams, Jr., empresário estadunidense (m. 1915).
- 1843 — Paulo de Thurn e Taxis, militar alemão (m. 1879).
- 1854 — Georges Eekhoud, escritor belga (m. 1927).
- 1857 — Theodor Curtius, químico alemão (m. 1928).
- 1860 — Manuel Teixeira Gomes, político, diplomata e escritor português (m. 1941).
- 1862 — Francis Llewellyn Griffith, egiptólogo britânico (m. 1934).
- 1867 — Arnold Bennett, novelista britânico (m. 1931).
- 1870 — Adolf Schulten, arqueólogo, historiador e filólogo alemão (m. 1960).
- 1871 — Georges Rouault, pintor e artista gráfico francês (m. 1958).
- 1877 — Isadora Duncan, dançarina estadunidense (m. 1927).
- 1879 — Lucile Watson, atriz canadense (m. 1962).
- 1885 — Richmond Turner, militar estadunidense (m. 1958).
- 1888 — Louis Durey, compositor francês (m. 1979).
- 1894 — Louis-Ferdinand Céline, escritor francês (m. 1961).
- 1897 — John Cockcroft, físico britânico (m. 1967).
- 1899 — Charles de Tolnay, historiador de arte húngaro (m. 1981).

### Século XX

#### 1901–1950
- 1901 — Joseph Wendel, cardeal alemão (m. 1960).
- 1904 — Ernesto de Hohenberg (m. 1954).
- 1906 — Ajahn Buddhadasa, monge budista tailandês (m. 1993).
- 1907
  - Rachel Carson, bióloga, escritora e cientista norte-americana (m. 1964).
  - Antoni Łyko, futebolista polonês (m. 1941).
- 1908 — Inah Canabarro Lucas, freira católica e supercentenária brasileira (m. 2025).
- 1909 — Mary McAllister, atriz estadunidense (m. 1991).
- 1911
  - Vincent Price, ator estadunidense (m. 1993).
  - Teddy Kollek, político israelense (m. 2007).
  - Hubert Humphrey, político estadunidense (m. 1978).
- 1913 — Vicente Calderón, empresário e dirigente esportivo espanhol (m. 1987).
- 1915 — Herman Wouk, escritor norte-americano (m. 2019).
- 1918
  - Álvaro Martins, guitarrista português (m. 2003).
  - Yasuhiro Nakasone, político japonês (m. 2019).
- 1921
  - Caryl Chessman, criminoso e escritor estadunidense (m. 1960).
  - Jetty Paerl, cantora neerlandesa (m. 2013).
- 1922
  - Christopher Lee, ator britânico (m. 2015).
  - Otto Carius, militar alemão (m. 2015).
- 1923
  - Henry Kissinger, político e diplomata estadunidense (m. 2023).
  - Bernard Dwork, matemático estadunidense (m. 1998).
- 1925 — Adelina Gutiérrez, professora, cientista e acadêmica chilena (m. 2015).
- 1926
  - Bud Shank, músico estadunidense (m. 2009).
  - Marcel Renaud, canoísta francês (m. 2016).
- 1928 — José Goldemberg, professor, acadêmico e físico brasileiro.
- 1929 — Lode Wouters, ciclista belga (m. 2014).
- 1930 — John Barth, escritor estadunidense (m. 2024).
- 1931
  - Philip Kotler, economista e professor universitário estadunidense.
  - James Q. Wilson, cientista político norte-americano (m. 2012).
- 1932
  - Consuelo Leandro, atriz e humorista brasileira (m. 1999).
  - Zora Folley, pugilista estadunidense (m. 1972).
  - José Varacka, futebolista e treinador de futebol argentino (m. 2018).
- 1934
  - Bryan Douglas, ex-futebolista britânico.
  - Harlan Ellison, escritor norte-americano (m. 2018).
- 1935
  - Lee Meriwether, atriz e ex-modelo estadunidense.
  - Edson Bispo, jogador de basquete brasileiro (m. 2011).
- 1936 — Louis Gossett Jr., ator estadunidense (m. 2024).
- 1937
  - Sergio Cabral, jornalista, escritor e compositor brasileiro (m. 2024).
  - Eva Christian, atriz alemã.
- 1938 — Memo Remigi, cantor e compositor italiano.
- 1940
  - Hubert Kostka, ex-futebolista polonês.
  - Jean-Claude Piumi, futebolista francês (m. 1996).
- 1942 — Piers Courage, automobilista britânico (m. 1970).
- 1943 — Cilla Black, cantora, atriz e apresentadora britânica (m. 2015).
- 1944
  - Emilio Zapico, automobilista espanhol (m. 1996).
  - Pleun Strik, futebolista neerlandês (m. 2022).
- 1946 — Niels-Henning Ørsted Pedersen, músico dinamarquês (m. 2005).
- 1947 — Branko Oblak, ex-futebolista e treinador de futebol esloveno.
- 1948 — Aleksandr Volkov, astronauta russo.
- 1950 — Dee Dee Bridgewater, cantora estadunidense.

#### 1951–2000
- 1951 — Ana Belén, atriz e cantora espanhola.
- 1952
  - Alcione Mazzeo, atriz brasileira.
  - Rosa Díez, política espanhola.
- 1954
  - Catherine Carr, ex-nadadora estadunidense.
  - Lawrence Krauss, físico norte-americano.
- 1955
  - Richard Schiff, ator estadunidense.
  - Dieter Lehnhoff, compositor, maestro e musicólogo teuto-guatemalteco.
- 1956 — Jim Cleary, ex-futebolista britânico.
- 1957
  - Siouxsie Sioux, músico britânico.
  - Bruce Furniss, ex-nadador estadunidense.
  - Duncan Goodhew, ex-nadador britânico.
  - Eric Bischoff, empresário e promotor de lutas estadunidense.
- 1958 — Neil Finn, músico australiano.
- 1960
  - Aleksandr Sidorenko, nadador ucraniano (m. 2022).
  - Ray Armstead, ex-velocista estadunidense.
- 1961
  - Renato Rocha, músico brasileiro (m. 2015).
  - Pierre-Henri Raphanel, ex-automobilista franco-argelino.
  - Zequinha Barbosa, ex-atleta brasileiro.
  - Larbi El Hadi, ex-futebolista argelino.
- 1962 — Marcelino Bernal, ex-futebolista mexicano.
- 1963
  - Roberto Bomtempo, ator e diretor de cinema brasileiro.
  - Anthony Muheria, arcebispo queniano.
- 1964
  - Adam Carolla, ator e comediante estadunidense.
  - João Ricardo, ator português (m. 2017).
- 1965
  - Pat Cash, ex-tenista australiano.
  - Todd Bridges, ator estadunidense.
- 1966
  - Sean Kinney, músico estadunidense.
  - Heston Blumenthal, chef inglês.
  - Simon Blackwell, humorista e roteirista britânico.
- 1967
  - Toninho Cecílio, ex-futebolista, treinador e dirigente de futebol brasileiro.
  - Gustavo Matosas, ex-futebolista e treinador de futebol uruguaio.
  - Paul Gascoigne, ex-futebolista britânico.
- 1968 — Rebekah Brooks, jornalista britânica.
- 1969 — Jeremy Mayfield, automobilista estadunidense.
- 1970
  - Bel Kutner, atriz brasileira.
  - Joseph Fiennes, ator britânico.
  - Michele Bartoli, ex-ciclista italiano.
- 1971
  - Paul Bettany, ator britânico.
  - Lisa Lopes, cantora estadunidense (m. 2002).
  - Lee Sharpe, ex-futebolista britânico.
  - Beatrix von Storch, advogada e política alemã.
  - Sean Reinert, músico norte-americano (m. 2020).
- 1972
  - Ivete Sangalo, cantora brasileira.
  - Maggie O'Farrell, escritora britânica.
- 1973
  - Daniel da Silva, ex-futebolista brasileiro.
  - Alessandro Cambalhota, ex-futebolista brasileiro.
  - Yorgos Lanthimos, cineasta, produtor e roteirista grego.
  - Serginho Fraldinha, ex-futebolista brasileiro.
- 1974 — Denise van Outen, atriz, dançarina e cantora britânica.
- 1975
  - André 3000, cantor e compositor estadunidense.
  - Jamie Oliver, chef de cozinha e apresentador de TV britânico.
  - Jadakiss, rapper estadunidense.
  - Irênio, ex-futebolista brasileiro.
- 1976
  - Anita Blond, atriz húngara de filmes eróticos.
  - Guga Chacra, jornalista brasileiro.
  - Marcel Fässler, ex-automobilista suíço.
- 1977 — Atsushi Yanagisawa, ex-futebolista japonês.
- 1978
  - Cindy Sampson, atriz canadense.
  - Brad Peyton, diretor e produtor de cinema canadense.
- 1979 — Vítor Fonseca, cantor e ator português.
- 1980 — Michael Steger, ator estadunidense.
- 1981
  - Daniel Vallejos, ex-futebolista costarriquenho.
  - Johan Elmander, ex-futebolista e treinador de futebol sueco.
  - Miloy, ex-futebolista angolano.
- 1982 — Mariano Pavone, ex-futebolista argentino.
- 1983
  - Maxim Tsigalko, futebolista bielorrusso (m. 2020).
  - Rafael Marques, ex-futebolista brasileiro.
  - Khamis Gaddafi, militar líbio (m. 2011).
  - Lucenzo, cantor e produtor musical francês.
- 1984
  - Filipe Oliveira, ex-futebolista português.
  - José Loreto, ator brasileiro.
  - Iván Cuéllar, futebolista espanhol.
- 1985
  - Roberto Soldado, ex-futebolista espanhol.
  - Gimena Accardi, atriz e modelo argentina.
  - Lucas Prado, atleta paralímpico brasileiro.
- 1986 — Lasse Schøne, futebolista dinamarquês.
- 1987
  - Gervinho, futebolista marfinense.
  - Bella Heathcote, atriz australiana.
  - Diego Brandão, lutador brasileiro.
- 1988
  - Feijão, ex-tenista brasileiro.
  - Celso Borges, futebolista costarriquenho.
  - Tobias Reichmann, handebolista alemão.
- 1989 — Innocent Emeghara, ex-futebolista suíço.
- 1990
  - Nadine Beiler, cantora austríaca.
  - Nacer Barazite, ex-futebolista neerlandês.
  - Chris Colfer, ator estadunidense.
  - Samuel Armenteros, futebolista sueco.
  - Jonas Hector, ex-futebolista alemão.
- 1991
  - Henrique Almeida, futebolista brasileiro.
  - Ksenia Pervak, ex-tenista russa.
  - Mário Rui, futebolista português.
  - Armando Sadiku, futebolista albanês.
- 1992
  - José Élber Pimentel da Silva, futebolista brasileiro.
  - Jeison Murillo, futebolista colombiano.
- 1993 — Sara Correia, cantora portuguesa.
- 1994
  - João Cancelo, futebolista português.
  - Willy Hernangómez, jogador de basquete espanhol.
  - Aymeric Laporte, futebolista francês.
  - Maximilian Arnold, futebolista alemão.
  - Shawnacy Barber, atleta de salto com vara canadense (m. 2024).
- 1995 — Marius Wolf, futebolista alemão.
- 1996
  - Minjee Lee, golfista australiana.
  - Leandro Vega, futebolista argentino.
- 1997
  - Anna Bondár, tenista húngara.
  - Konrad Laimer, futebolista austríaco.
- 1998 — Yanik Frick, futebolista liechtensteinense.
- 1999
  - Matheus Cunha, futebolista brasileiro.
  - Lily-Rose Depp, modelo e atriz francesa.
  - Morteza Sharifi, jogador de vôlei iraniano.
  - Daniel Bragança, futebolista português.
- 2000
  - Jade Carey, ginasta artística estadunidense.
  - Abner Vinícius, futebolista brasileiro.

### Século XXI
- 2001
  - Izabela Vidovic, cantora e atriz estadunidense.
  - Brunette, cantora e compositora armênia.
- 2002
  - Jérémy Doku, futebolista belga.
  - Gabri Veiga, futebolista espanhol.
- 2003 — Franco Colapinto, automobilista argentino.
- 2004 — Enzo Monteiro, futebolista boliviano.

## Mortes

### Anterior ao século XIX
- 0366 — Procópio, usurpador romano (n. 326).
- 0475 — Eutrópio de Orange, bispo de Orange (n. ?).
- 0866 — Ordonho I das Astúrias (n. 830).
- 0927 — Simeão I da Bulgária (n. 864/65).
- 1039 — Teodorico III da Holanda (n. 993).
- 1045 — Bruno de Würzburg, chanceler imperial da Itália (n. 1005).
- 1266 — Isabel de Brunsvique-Luneburgo, rainha da Germânia (m. 1230).
- 1541 — Margarida Pole, 8.ª Condessa de Salisbury (n. 1473).
- 1564 — João Calvino, teólogo cristão francês (n. 1509).
- 1661 — Archibald Campbell, 1.º Marquês de Argyll (n. 1607).
- 1797 — François Noël Babeuf, jurista e revolucionário francês (n. 1760).

### Século XIX
- 1840 — Nicolo Paganini, compositor e violinista italiano (n. 1782).
- 1848 — Sofia do Reino Unido, princesa do Reino Unido e Hanôver (n. 1777).
- 1851 — Francisca Lampel, religiosa austríaca (n. 1807).
- 1861 — Hosea Ballou II, acadêmico estadunidense (n. 1796).

### Século XX
- 1941
  - Ernst Lindemann, militar alemão (n. 1894).
  - Günther Lütjens, militar alemão (n. 1889).
- 1953 — Manuel Said Ali Ida, filólogo brasileiro (n. 1861).
- 1963 — Daniel Berg, missionário pentecostal sueco (n. 1884).
- 1964 — Jawaharlal Nehru, político indiano (n. 1889).
- 1974 — Wilhelm Schüchter, maestro alemão (n. 1911).
- 1977 — David Zé, musico angolano (n. 1944).
- 1986 — Ismail al-Faruqi, filósofo palestino (n. 1921).
- 1987
  - Jack Heid, ciclista olímpico estadunidense (n. 1924).
  - John Howard Northrop, bioquímico estadunidense (n. 1891).
- 1989 — Arseny Tarkovski, poeta russo (n. 1907).
- 1990 — Heino Dissing, ciclista dinamarquês (n. 1912).
- 1996 — George Boolos, matemático norte-americano (n. 1940).
- 1999 — James Rowland, militar	australiano (n. 1922).

### Século XXI
- 2002 — João Amazonas, político brasileiro (n. 1912).
- 2003 — Luciano Berio, compositor italiano (n. 1925).
- 2004
  - Umberto Agnelli, político e dirigente esportivo italiano (n. 1934).
  - Mikhail Postnikov, matemático soviético (n. 1927).
- 2006
  - Alex Toth, cartunista e ilustrador estadunidense (n. 1928).
  - Dino 7 Cordas, violonista brasileiro (n. 1918).
  - Paul Gleason, ator estadunidense (n. 1939).
- 2007
  - Izumi Sakai, cantora japonesa (n. 1967).
  - Afonso Soares, radialista e jornalista brasileiro (n. 1925).
- 2008 — Austregésilo Carrano Bueno, escritor brasileiro (n. 1957).
- 2009 — Leina Krespi, atriz brasileira (n. 1938).
- 2012 — Friedrich Hirzebruch, matemático alemão (n. 1927).
- 2014 — Ruth Flowers, DJ britânica (n. 1940).
- 2017 — Mãe Beata de Iemanjá, sacerdotisa brasileira (n. 1931).
- 2019
  - Gabriel Diniz, cantor brasileiro (n. 1990).
  - Bill Buckner, jogador de beisebol norte-americano (n. 1949).
- 2021
  - Nelson Sargento, sambista brasileiro (n. 1924).
  - Antônio do Lajedinho, poeta, memorialista e expedicionário brasileiro (n. 1925).
  - Jaime Lerner, arquiteto e político brasileiro (n. 1937).

## Feriados e eventos cíclicos

### Internacional
- Dia Mundial dos Meios de Comunicação

### Brasil
- Dia Nacional da Mata Atlântica
- Dia do Profissional Liberal
- Dia do Serviço de Saúde
- Aniversário do município de Tubarão, Santa Catarina
- Aniversário do município de Tabira, Pernambuco.

### Cristianismo
- Agostinho de Cantuária
- Bruno de Würzburg
- Eutrópio de Orange
- Hildeberto de Lavardin
- Nossa Senhora das Dores de Chandavila

## Outros calendários
- No calendário romano era o 6.º dia (VI) antes das calendas de junho.
- No calendário litúrgico tem a letra dominical G para o dia da semana.
- No calendário gregoriano a epacta do dia é ii.